# Pomnik Józefa Stalina w Gori
Pomnik Józefa Stalina w Gori – sześciometrowy pomnik generalissimusa ZSRR Józefa Stalina, znajdujący się do 24 czerwca 2010 przed ratuszem na centralnym placu Gori, będącego stolicą prowincji Szida Kartli we wschodniej Gruzji. Pomnik powstał na rok przed śmiercią Stalina, w 1952.

## Historia
Powstanie pomnika wiązało się z próbą uczczenia Stalina, który przyszedł na świat w Gori w 1878 i był symbolem wpływu radzieckiego na Gruzję przyłączoną do ZSRR w 1922. Pomnik próbowano bezskutecznie rozebrać po śmierci Stalina w 1953 i w 1988, jednak ostatecznie przeszkodziły temu protesty mieszkańców. W czasie wojny rosyjsko-gruzińskiej w 2008 roku w pobliżu pomnika spadła bomba.